# Cervalces scotti

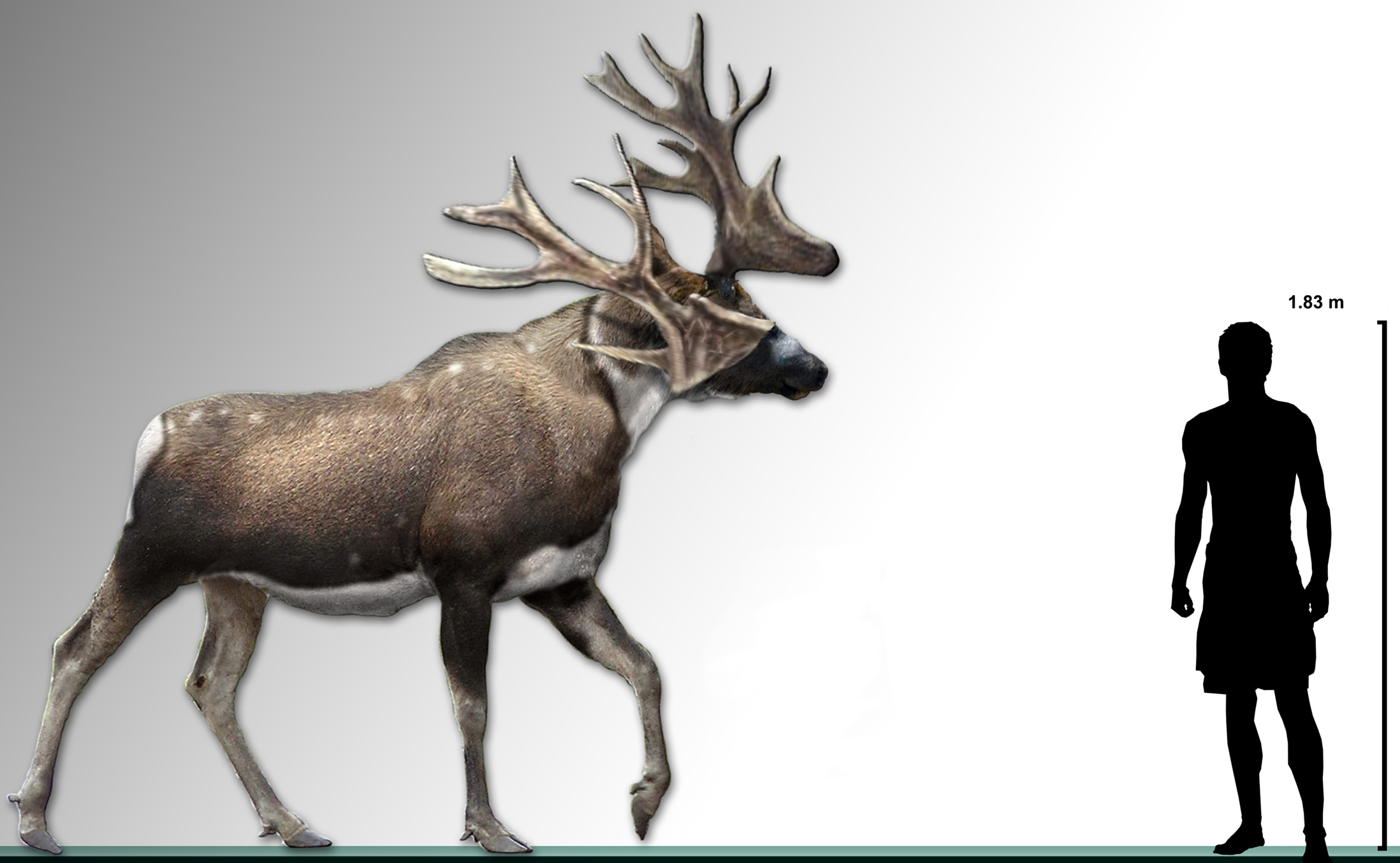
Le dimensioni dell'animale in vita, comparate a quelle di un uomo.

Cervalces scotti è una specie estinta di cervide vissuta in America del Nord durante il Pleistocene
Somigliava ad un grande alce dalla testa di cervo, con lunghe zampe e grandiose corna palmate e provviste di ramificazioni. Si estinse alla fine dell'ultima era glaciale, attorno agli 11.000 anni fa.
I primi resti fossili di questi animali sono stati trovati in Kentucky, nel 1805: successivamente, fu ritrovato uno scheletro quasi del tutto completo in New Jersey, nel 1885.
Si trattava di un animale che viveva nelle zone acquitrinose dell'America settentrionale, occupando un'area corrispondente grossomodo all'area fra Canada meridionale ed Arkansas e fra Iowa e New Jersey. Quando, con la fine dell'era glaciale, i ghiacciai si ritirarono, questi animali si trovarono in competizione per il cibo con gli alci (arrivati dall'Asia attraverso la Beringia): nella lotta per il cibo, resa più difficile dalla presenza dell'uomo (che probabilmente predava questi animali, pur non minacciandone seriamente la consistenza numerica), questi animali ebbero la peggio. Altre correnti di pensiero ne vorrebbero l'estinzione causata dalle malattie portate dagli animali domestici, arrivati in America al seguito dei primi uomini.